# فيرونيكا إسكوبار رومو
فيرونيكا إسكوبار رومو (بالإسبانية: Verónica Escobar Romo)‏ هي محامية مكسيكية، ولدت في 15 ديسمبر 1955 في مدينة مكسيكو في المكسيك.